# Milo Matanović
Milo Matanović (en serbio cirílico: Мило Матановић) fue un brigadier serbio y político montengrino quien formó un nuevo gobierno en Montenegro a órdenes del rey Nicolás I de Montenegro durante la Primera Guerra Mundial, pero todo fue en vano. En la historiografía serbia, Matanović es una figura patriótica. También se desempeñó como Ministro de Defensa y Ministro del Interior del Reino de Montenegro desde 1915 hasta 1917, antes de convertirse en presidente en 1917, pero finalmente, debido a la presión política, se vio obligado a renunciar. Moriría en 1955.